# Somebody to Love (Queen sang)
 For alternative betydninger, se Somebody to Love. (Se også artikler, som begynder med Somebody to Love)
"Somebody to Love" er en sang af det britiske rockband Queen, skrevet af forsanger/pianist Freddie Mercury. Den debuterede på bandets album A Day at the Races fra 1976 og var også med på bandets opsamlingsalbum Greatest Hits fra 1981.
Sangen tilbyder lytterne noget lignede Queens tidligere hit "Bohemian Rhapsody", med dens komplekse harmonier og guitarsoloer; men i stedet for at efterligne et engelsk kor, vender bandet sig mod gospel kor. Den nåede andenpladsen i Storbritannien og blev nummer 13 på Billboard Hot 100 i USA. Denne sang gjorde det klart for fans at "Queen kunne svinge lige så hårdt som de kunne rocke, ved at bruge ånden i gospelmusik".
"Somebody to Love", som er skrevet af Mercury ved klaveret, er en selvransagende sang, der sætter spørgsmål ved Guds rolle i et liv uden kærlighed. Gennem stemme-lag teknikker, gjorde Queen det muligt at lave den soulfulde lyd af et stemmekor på 100, ved kun at bruge tre stemmer; Mercury, Brian May og Roger Taylor. Deacon sang ikke på albummets nummer. Mercurys fascination og beundring af Aretha Franklin havde en stor indflydelse på denne sang.
Queen spillede "Somebody to Love" live mellem 1977 og 1985, og en liveoptræden af sangen er indspillet på albummet Queen Rock Montreal. Udover disse liveoptrædener, har der været samarbejde med George Michael om at fremføre "Somebody to Love" under The Freddie Mercury Tribute Concert den 20. april 1992 – efter Mercurys død i 1991.
Siden den blev udgivet i 1976 har sangen været med i et væld af tv-shows, såsom American Idol, The X Factor (UK), Glee og Gossip Girl, såvel som i film, heriblandt Happy Feet and Ella Enchanted. Derudover er der blevet lavet mange coverversioner af sangen. 

## Baggrund
Ligesom "Bohemian Rhapsody", det største hit fra Queen forudgående album A Night at the Opera fra 1975, har "Somebody to Love" en kompleks melodi og et dybt lag af vokale tracks, der denne gang er bygget på et gospelkor arrangement. Det var den første single fra albummet A Day at the Races, på hvilket bandmedlemmerne Freddie Mercury, Brian May og Roger Taylor lavede mange optagelser af deres stemmer for at lave forestillingen om et 100-stemmigt gospelkor. Lyrikken, især kombineret med gospel-påvirkningen, giver en sang om tro, desperation og selvransagelse; sangeren sætter spørgsmålstegn både ved manglen på kærlighedserfaring i sit liv, og rollen og eksistens af Gud. Sangen var fyldt med indviklede harmonier og en bemærkelsesværdig guitarsolo af Brian May, hvilket passer godt ind i Queens guitar-drevne stil. Sangen blev nummer to i Storbritannien og nummer tretten i USA. Sangen indeholder en stor variation i toner, fra F2 i harmonierne (linjen "Can anybody find me?") og G#2 og C5 i fuld stemme op til et A♭5 i falsetto i hovedsangen, alt sammen sunget af Mercury. Bandet har snakket om sektioner af sangen der blev indspillet, men aldrig kom med på det endelige mix af sangen. Nogle af disse er dukket op på internettet.
| Citat        | "'Somebody to Love' er Aretha Franklin-inspireret. Freddie er rigtigt meget til det. Vi prøvede at holde sangen i en fri, gospel-agtig stil. Jeg synes det er den mest letfærdige sang vi nogensinde har lavet. | Citat |
| Roger Taylor | |       |

En promoveringsvideo blev lavet, hvor man kombinerede en opsat indspilningssession i Sarm East Studios (hvor A Day at the Races blev indspillet) og film-optagelser af bandets rekordsmadrende optræden i Hyde Park samme september. Peter Hince, chefen for Queens tour-medarbejdere, fortalte Mojo-magazine: "Æstetisk skulle du have alle fire rundt om mikrofonen, men John [Deacon] sang ikke på sangen. Han mente ikke selv han havde stemmen til det. Han sang godt nok på scenen, men arbejderne sørgede for altid at have faderen på meget lav."
Sangen var med på deres første Greatest Hits, der blev udgivet i 1981.

## Live
Det var en af de få sange hvor John Deacon sang kor-vokaler når den blive fremført live. Hans stemme kunne høres klart på en bootleg fra bandets koncert på Earls Court i juni 1977 og på Houston Summit i december 1977. Fra 1977 til 1978, blev den spillet ved hvert eneste show. Til Jazz og Live Killer-turneerne, blev den også konsekvent spillet. I The Game-turneen blev den kun spillet i starten af turneen. Den bliv også spillet til South Amerika Bites The Dust, Live at the Bowl og Queen Rock Montreal. Senere, på The Works-turneen, blev en forkortet versionen spillet som en del af et medley, før "Killer Queen". En live-version fra 1984/85-turneen blev indspillet og filmet til en koncertfilm, "Final Live in Japan i 1985.
Når sangen blev spillet live, ville Mercury ofte ændre melodierne i sangen, men ville generelt ramme den gennemgående A♭4-tone gennem sangen. A♭4-tonen ved toppen af den opbyggende linje "can anybody find me" på studioversionen, var ikke en del af Mercurys originale melodi, men de andre band-medlemmer følte at det fungerede bedre end hans. Mercury sang sin originale version af linjen, når det var live.
Selv efter Mercurys død i 1991, er udgaver af "Somebody to Love" blevet fremført live med de resterende bandmedlemmer, May og Taylor, og flere forskellige forsangere. Til Freddie Mercury Tribute Concert i 1992 på Wembley Stadium, blev sangen fremført af George Michael. Michaels udgave af "Somebody to Love" er blevet hyldet som "en af de bedste præstationer ved koncerten". Det blev endda overvejet at få George Michael til at tage over som forsanger for Queen på fuldtid. Sangen blev senere genudgivet som hovedsangen på en EP ved navn Five Live, der gik nummer 1 i Storbritannien. Versionen er også med på Greatest Hits III, der blev udgivet i 1999.

## Medvirkende
- Freddie Mercury - forsanger, klaver, gospelkor
- Brian May - guitar, kor, gospelkor
- John Deacon - basguitar, kor (live)
- Roger Taylor - trommer, kor, gospelkor

## Hitlister
| Hitliste (1976/77)                               | Højeste placering |
| ------------------------------------------------ | ----------------- |
| Storbritannien Singles (Official Charts Company) | 2                 |
| Tyskland (Official German Charts)                | 37                |
| USA Billboard Hot 100                            | 13                |

| Hitliste (1993)                 | Højeste placering |
| ------------------------------- | ----------------- |
| Australien (ARIA)               | 19                |
| Belgien (Ultratop 50 Vallonien) | 8                 |
| Frankrig (SNEP)                 | 16                |
| Holland (Dutch Top 40)          | 6                 |
| New Zealand (RIANZ)             | 8                 |
| Østrig (Ö3 Austria Top 40)      | 15                |

| Hitliste (2008)                   | Højeste placering |
| --------------------------------- | ----------------- |
| Belgien (Ultratop 50 Vallonien)   | 2                 |
| Danmark (Track Top-40)            | 19                |
| Holland (Dutch Top 40)            | 1                 |
| Tyskland (Official German Charts) | 21                |

## Personale
- John Deacon – bas guitar (live: kor)
- Brian May – guitar og gospelkor
- Freddie Mercury – forsanger, klaver og gospelkor
- Roger Taylor – trommer og gospelkor